# Măriuș, Satu Mare
Măriuș (maghiară Mogyorós) este un sat în comuna Valea Vinului din județul Satu Mare, Transilvania, România.

 Acest articol despre o localitate din județul Satu Mare este deocamdată un ciot. Puteți ajuta Wikipedia prin completarea lui.